# Liste des sénateurs des États-Unis pour la Californie
Cet article dresse la liste des membres du Sénat des États-Unis élus de l'État de Californie depuis son admission dans l'Union le 9 septembre 1850.

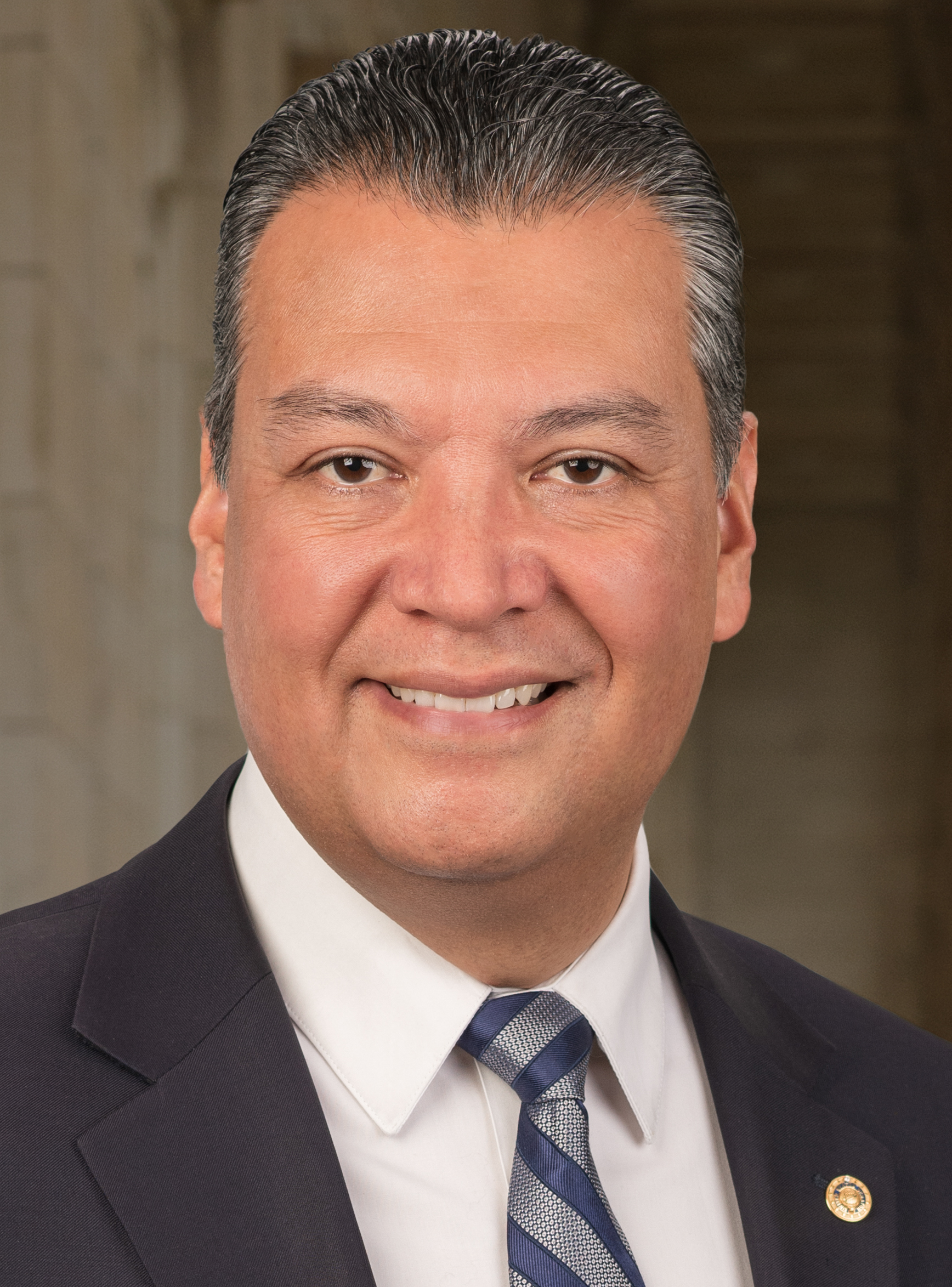
Alex Padilla (D), sénateur depuis 2021.
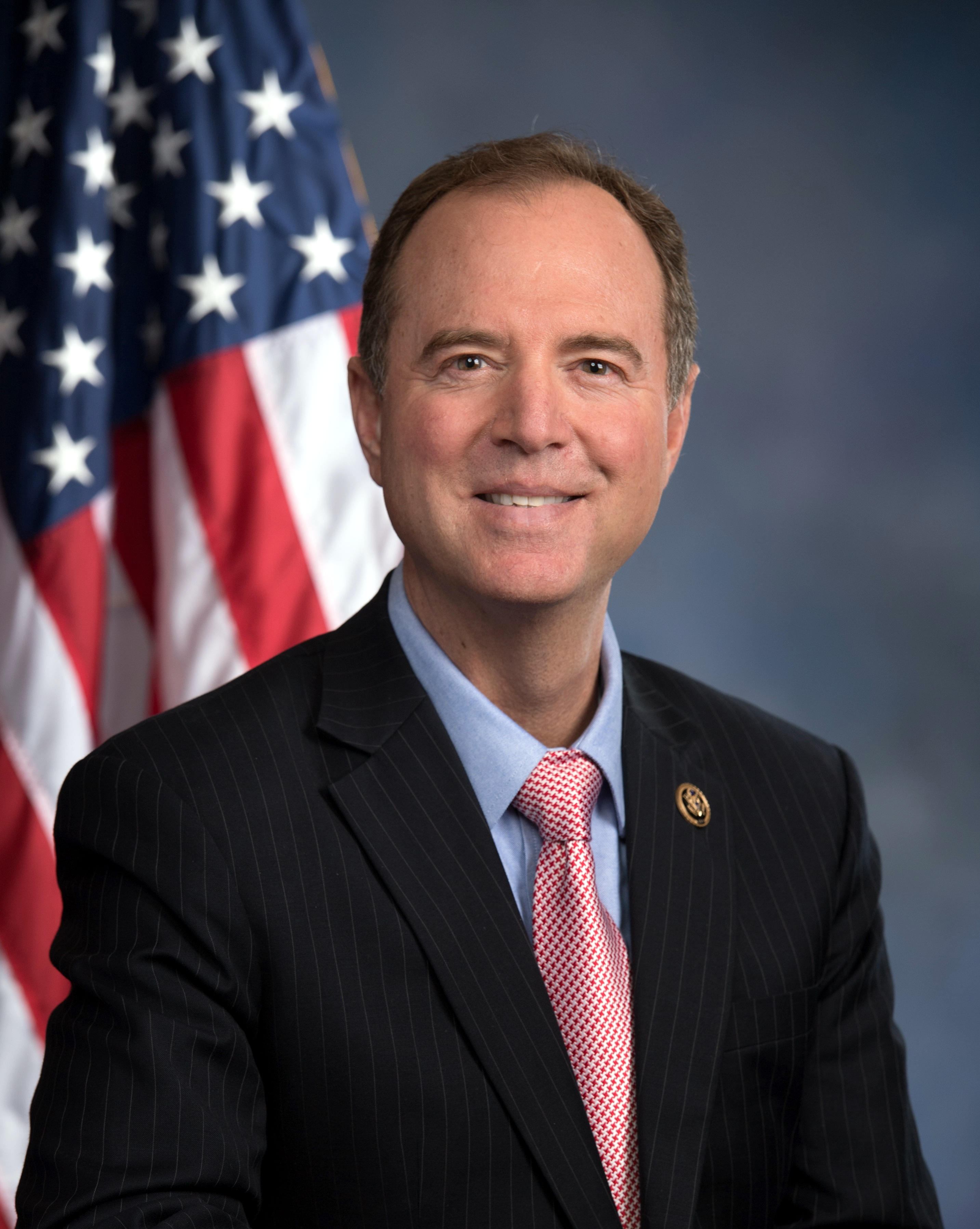
Adam Schiff (D), sénateur depuis 2024.

## Élections
Les deux sénateurs sont élus au suffrage universel direct pour un mandat de six ans. Les prochaines élections auront lieu en novembre 2030 pour le siège de la classe I et en novembre 2028 pour le siège de la classe III.

## Classe I
| 28 sénateurs de 1850 à 2025 | 28 sénateurs de 1850 à 2025 |
| --------------------------- | --------------------------- |
| Parti démocrate             | 14 sénateurs                |
| Parti républicain           | 13 sénateurs                |
| Parti anti-monopole (en)    | 1 sénateur                  |

| No.    | Sénateur | Sénateur                | Mandat      | Parti politique    | Notes     |
| ------ | -------- | ----------------------- | ----------- | ------------------ | --------- |
| 1      |          | John Charles Frémont    | 1850-1851   | Démocrate          |           |
| Vacant | Vacant   | Vacant                  | 1851-1852   | 1851-1852          | 1851-1852 |
| 2      |          | John B. Weller          | 1852-1857   | Démocrate          |           |
| 3      |          | David C. Broderick (en) | 1857-1859   | Démocrate          |           |
| Vacant | Vacant   | Vacant                  | 1859        | 1859               | 1859      |
| 4      |          | Henry P. Haun (en)      | 1859-1860   | Démocrate          |           |
| 5      |          | Milton Latham           | 1860-1863   | Démocrate          |           |
| 6      |          | John Conness (en)       | 1863-1869   | Républicain        |           |
| 7      |          | Eugene Casserly (en)    | 1869-1873   | Démocrate          |           |
| Vacant | Vacant   | Vacant                  | 1873        | 1873               | 1873      |
| 8      |          | John S. Hager (en)      | 1873-1875   | Démocrate          |           |
| 9      |          | Newton Booth            | 1875-1881   | Anti-monopole (en) |           |
| 10     |          | John Franklin Miller    | 1881-1886   | Républicain        |           |
| Vacant | Vacant   | Vacant                  | 1886        | 1886               | 1886      |
| 11     |          | George Hearst           | 1886        | Démocrate          |           |
| 12     |          | Abram Williams (en)     | 1886-1887   | Républicain        |           |
| 13     |          | George Hearst           | 1887-1891   | Démocrate          |           |
| Vacant | Vacant   | Vacant                  | 1891        | 1891               | 1891      |
| 14     |          | Charles N. Felton (en)  | 1891-1893   | Républicain        |           |
| 15     |          | Stephen M. White (en)   | 1893-1899   | Démocrate          |           |
| 16     |          | Thomas R. Bard (en)     | 1900-1905   | Républicain        |           |
| 17     |          | Frank Putnam Flint (en) | 1904-1911   | Républicain        |           |
| 18     |          | John D. Works (en)      | 1911-1917   | Républicain        |           |
| 19     |          | Hiram Johnson           | 1917-1945   | Républicain        |           |
| 20     |          | William Knowland (en)   | 1945-1959   | Républicain        |           |
| 21     |          | Clair Engle (en)        | 1959-1964   | Démocrate          |           |
| Vacant | Vacant   | Vacant                  | 1964        | 1964               | 1964      |
| 22     |          | Pierre Salinger         | 1964        | Démocrate          |           |
| 23     |          | George Murphy           | 1965-1971   | Républicain        |           |
| 24     |          | John V. Tunney (en)     | 1971-1977   | Démocrate          |           |
| 25     |          | S. I. Hayakawa          | 1977-1983   | Républicain        |           |
| 26     |          | Pete Wilson             | 1983-1991   | Républicain        |           |
| 27     |          | John F. Seymour         | 1991-1992   | Républicain        |           |
| 28     |          | Dianne Feinstein        | 1992-2023   | Démocrate          |           |
| 29     |          | Laphonza Butler         | 2023-2024   | Démocrate          |           |
| 30     |          | Adam Schiff             | depuis 2024 | Démocrate          |           |

## Classe III
| 18 sénateurs de 1850 à 2025 | 18 sénateurs de 1850 à 2025 |
| --------------------------- | --------------------------- |
| Parti démocrate             | 11 sénateurs                |
| Parti républicain           | 7 sénateurs                 |

| No.    | Sénateur | Sénateur                  | Mandat                     | Parti politique | Notes |
| ------ | -------- | ------------------------- | -------------------------- | --------------- | ----- |
| 1      |          | William M. Gwin           | 1850-1855 Vacant 1857-1861 | Démocrate       |       |
| 2      |          | James A. McDougall (en)   | 1861-1867                  | Démocrate       |       |
| 3      |          | Cornelius Cole (en)       | 1867-1873                  | Républicain     |       |
| 4      |          | Aaron A. Sargent (en)     | 1873-1879                  | Républicain     |       |
| 5      |          | James T. Farley (en)      | 1879-1885                  | Démocrate       |       |
| 6      |          | Leland Stanford           | 1885-1893                  | Républicain     |       |
| Vacant | Vacant   | Vacant                    | 1893                       | 1893            | 1893  |
| 7      |          | George Clement Perkins    | 1893-1915                  | Républicain     |       |
| Vacant | Vacant   | Vacant                    | 1915                       | 1915            | 1915  |
| 8      |          | James D. Phelan           | 1915-1921                  | Démocrate       |       |
| 9      |          | Samuel M. Shortridge (en) | 1921-1933                  | Républicain     |       |
| 10     |          | William Gibbs McAdoo      | 1933-1938                  | Démocrate       |       |
| 11     |          | Thomas M. Storke (en)     | 1938-1939                  | Démocrate       |       |
| 12     |          | Sheridan Downey (en)      | 1939-1950                  | Démocrate       |       |
| 13     |          | Richard Nixon             | 1950-1953                  | Républicain     |       |
| Vacant | Vacant   | Vacant                    | 1953                       | 1953            | 1953  |
| 14     |          | Thomas Kuchel             | 1953-1969                  | Républicain     |       |
| 15     |          | Alan Cranston             | 1969-1993                  | Démocrate       |       |
| 16     |          | Barbara Boxer             | 1993-2017                  | Démocrate       |       |
| 17     |          | Kamala Harris             | 2017-2021                  | Démocrate       |       |
| 18     |          | Alex Padilla              | Depuis 2021                | Démocrate       |       |